# Бачка-Топола
Бачка-Топола (серб. Бачка Топола, венг. Topolya [ˈtopojɒ]) — город в Сербии, в автономном крае Воеводина, в Северно-Бачском округе, центр общины Бачка-Топола.

## География
Бачка Топола расположен на реке Кривая (серб. Криваја), в центре плато Телечка. Через город проходят железная и автомобильная дорога Нови-Сад — Суботица. Расстояние до Суботицы 32 км, Сенты — 39 км, Бечея — 41 км, Сомбора — 45 км, Нови-Сада — 61 км.

## Население
В городе проживает 12 958 совершеннолетних, средний возраст населения — 40,1 лет (38,2 — мужчины, 41,8 — женщины). В городе 6009 домохозяйств, среднее число членов в которых — 2,69.
Большинство населения — венгры (59 %).